# Hitchcock (Dakota del Sud)
Hitchcock és una població dels Estats Units a l'estat de Dakota del Sud. Segons el cens del 2000 tenia 108 habitants.

## Demografia
Segons el cens del 2000, Hitchcock tenia 108 habitants, 52 habitatges, i 31 famílies. La densitat de població era de 154,4 habitants per km².
Dels 52 habitatges en un 17,3% hi vivien nens de menys de 18 anys, en un 53,8% hi vivien parelles casades, en un 3,8% dones solteres, i en un 38,5% no eren unitats familiars. En el 34,6% dels habitatges hi vivien persones soles el 15,4% de les quals corresponia a persones de 65 anys o més que vivien soles. El nombre mitjà de persones vivint en cada habitatge era de 2,08 i el nombre mitjà de persones que vivien en cada família era de 2,69.
Per edats la població es repartia de la següent manera: un 18,5% tenia menys de 18 anys, un 7,4% entre 18 i 24, un 19,4% entre 25 i 44, un 33,3% de 45 a 60 i un 21,3% 65 anys o més.
L'edat mediana era de 47 anys. Per cada 100 dones de 18 o més anys hi havia 109,5 homes.
La renda mediana per habitatge era de 30.000 $ i la renda mediana per família de 44.167 $. Els homes tenien una renda mediana de 21.667 $ mentre que les dones 13.750 $. La renda per capita de la població era de 17.640 $. Entorn del 9,4% de les famílies i el 12,7% de la població estaven per davall del llindar de pobresa.

## Poblacions més properes
El següent diagrama mostra les poblacions més properes.